# Os Gêmeos

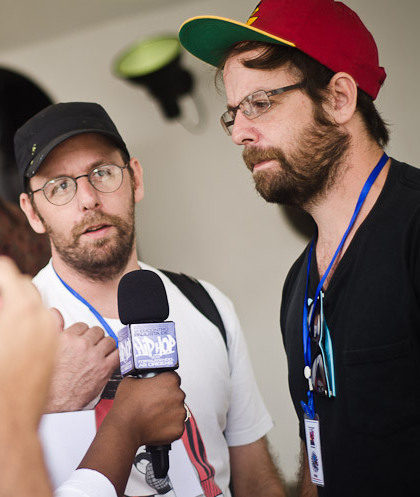
Os Gêmeos beim 6. São Paulo Treffen der Hip-Hop-Künstler (2012)

Os Gêmeos [ˈuz ˈʒemjus] (portugiesisch Die Zwillinge) (* 1974 in São Paulo als Otávio und Gustavo Pandolfo) sind ein brasilianisches Streetart-Künstlerduo. Die beiden eineiigen Zwillinge gelten als bedeutendste Vertreter dieser Kunstform in Brasilien.

## Leben und Wirken

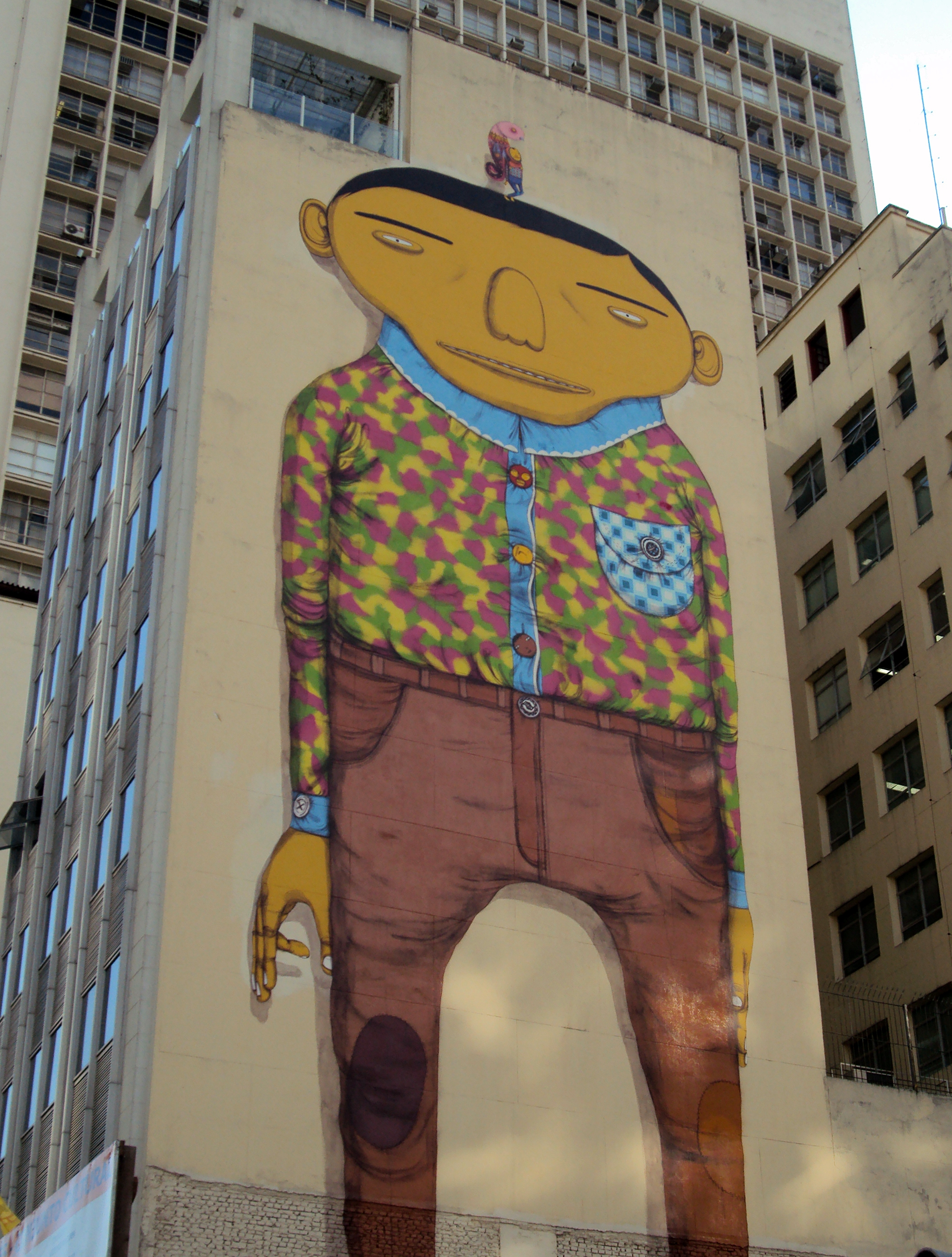
Wandbild auf der Fassade des Brasil Museums in São Paulo

Die Hip-Hop-Bewegung, die mit Musik, Tanz und Malerei auf der schwarzen Soul- und Funk-Musik fußt, eroberte in den 1980er-Jahren Brasilien. Unter ihrem Einfluss übten sich die Zwillingsbrüder Otavio und Gustavo zunächst als Breakdancer, ehe sie um 1987 erste Graffiti erstellten. Da ihnen das Geld für Sprühdosen fehlte, malten sie im Gegensatz zu den New Yorker Straßenkünstlern mit Pinseln, billigeren Fassadenfarben und Tapetenrollern. Auf Güterzügen und an den Wänden von Bahntunneln entstanden Porträts, etwa von Jugendlichen in bunten Pullovern. Übergroße, gelbstichige Gesichter und dünne Gliedmaßen wurden zu einem Erkennungszeichen von Os Gêmeos.
Otavio Pandolfo ist mit der Streetart-Künstlerin Nina Pandolfo verheiratet. Bei Gemeinschaftswerken aller drei Künstler treten sie als „Os Gêmeos & Nina“ in Erscheinung.

## Einflüsse
Entscheidende Wendung auf ihre Arbeit nahm eine zufällige Begegnung mit dem US-Amerikaner Barry McGee, der sich als Twist in der Graffiti-Szene einen Namen gemacht hatte. Auf einer Tournee durch Brasilien zeigte er den Zwillingen Fotos von den Trends der Szene aus den USA und machte sie mit der neuesten Technik der Graffiti-Künstler bekannt.
Fortan verbreiteten sich die knallbunten Phantasiegebilde der Brüder zunehmend über die Stadtteile São Paulos: von einfachen Schriftzügen (Tags) bis hin zu komplizierten Wandgemälden mit Familienporträts, übergroßen möblierten Gesichtern, fliegenden Fischen, Musikern, Prozessionen und sozialen und politischen Parolen. Hatten sie sich zu Beginn ihrer Tätigkeit vor allem an ihrem direkten Umfeld und an US-amerikanischen Vorbildern orientiert, fand später zunehmend traditionelle Volkskunst und Mythologie der brasilianischen Heimat Eingang in ihre Werke. Zeitschriften berichteten über die Brüder und machten sie außerhalb Südamerikas bekannt.

## Karriere

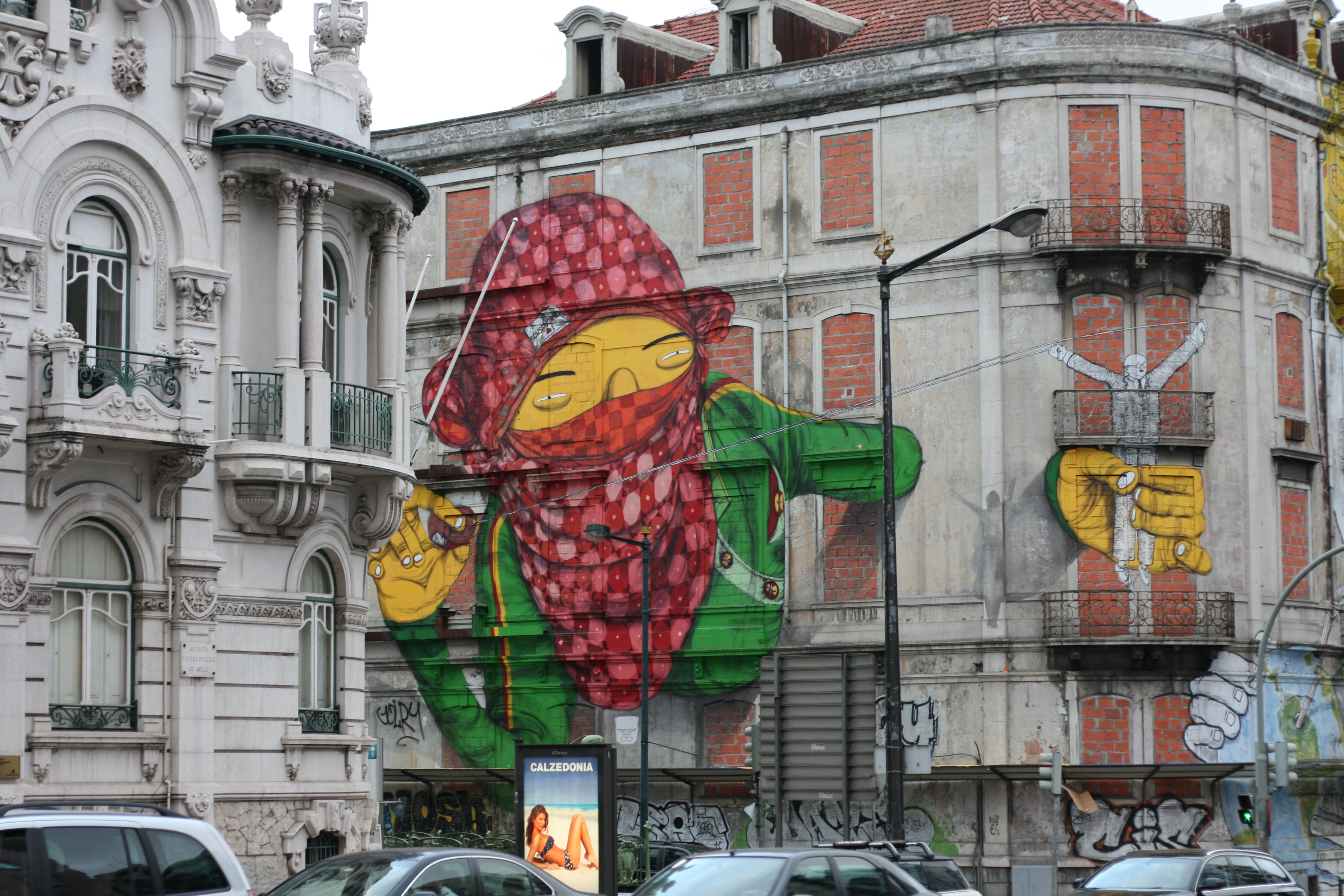
Wandbild auf einer Fassade in Lissabon

Zusammen mit anderen Graffiti-Künstlern bekamen sie vom Jahr 2000 an öffentliche Aufträge und bemalten ganz offiziell Straßenbahnen, Hochhausfassaden und Schulgebäude in São Paulo und Porto Alegre. Ausstellungen folgten. Eine Gepäckaufbewahrung in San Francisco diente als Kulisse ihrer ersten öffentlichen Einzelausstellung in den USA.
Neben Banksy und Shepard Fairey gehören Os Gêmeos heute zu den Streetart-Künstlern, die den Schritt in die etablierte Kunstwelt geschafft haben. Ihre Exponate zogen weltweit in Museen und Kunstausstellungen ein und erzielen auf Auktionen bedeutender Häuser hohe Preise. In ihrer Heimatstadt werden sie von einer der vornehmsten Galerien der Stadt vertreten. Kritiker vergleichen sie mit so renommierten Namen wie Max Ernst, M. C. Escher, Walt Disney, Hieronymus Bosch oder Dalí.
Os Gêmeos werden mittlerweile von dem amerikanischen Kunsthändler und Kurator Jeffrey Deitch repräsentiert. Ihre Arbeiten sind in großen Kunstsammlungen, unter anderem auch in der Sammlung Reinking, vertreten.

## Arbeiten

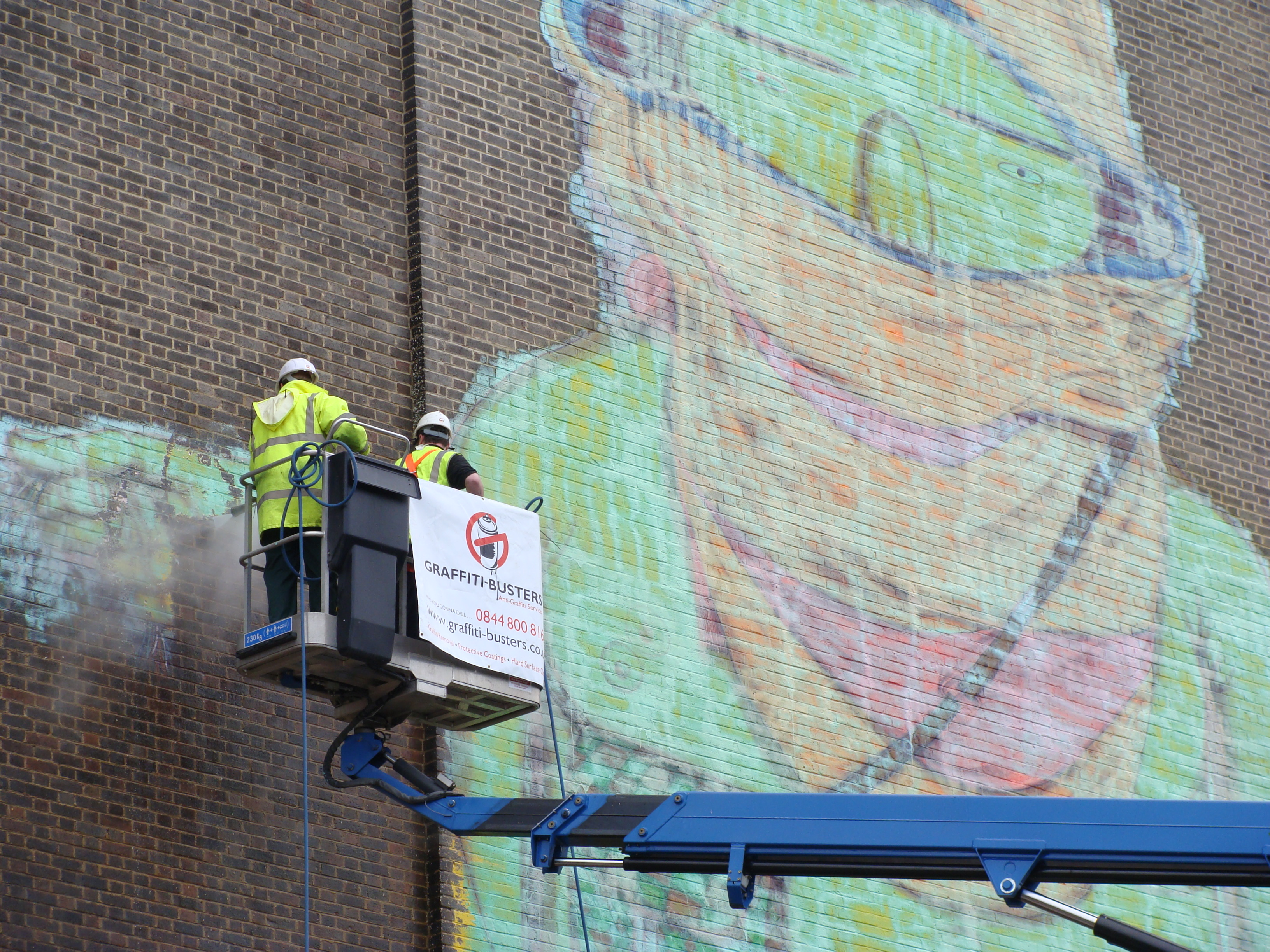
Entfernung eines Kunstwerks an der Tate-Gallery in London

Teilansicht der Gemeinschaftsarbeit „Mural Av.23 de Maio“ in São Paulo (zusammen mit Nina Pandolfo u. a.)

Für das Cultura Nova Festival im niederländischen Heerlen schufen sie ein 16 × 10 Meter hohes Wandbild. Es soll der Nachwelt erhalten bleiben.
Im Gegensatz dazu wurde ein Wandbild, das sie eigens für eine Ausstellung an eine Außenwand der Tate Gallery of Modern Art in London gemalt hatten, nach Ausstellungsende mit Hilfe von Hochdruckreinigern entfernt. Auch fünf weitere Wandbilder von anderen Künstlern wurden entfernt.
Ein über 700 Quadratmeter großes Wandbild nahe der Autobahn 23 vor São Paulo, das die Zwillinge gemeinsam mit anderen Künstlern geschaffen hatten, wäre ebenfalls beinahe entfernt worden. Eine Firma im Auftrag der städtischen Reinigung hatte schon begonnen, das Kunstwerk zu übermalen, ehe das Vorhaben gestoppt werden konnte. Von offizieller Seite hieß es, es hätte sich um „ein Versehen“ gehandelt.
In New York realisierten sie ein großflächiges Gemälde dort, wo früher schon Keith Haring bunte Figuren gesprüht hatte: an der verkehrsreichen Kreuzung Bowery und Houston Street. Und bei der Art Basel Miami Beach gehörte ihre Wandmalerei zu den Attraktionen der bedeutenden Kunstmesse.
Das Kunstmuseum in São Paulo (Museu de Arte Brasileira) zeigte 2009 eine Ausstellung, in der die Zwillinge die ganze Bandbreite ihres Könnens ausbreiten konnten: Neben Wandbildern spielten sie mit Klanginstallationen, Leinwänden und beweglichen Skulpturen, verwandelten das Museum in eine psychedelische Welt. Zu den Sponsoren gehörte neben der brasilianischen Regierung die Deutsche Bank.
Ihre Kunstwerke verzierten Museen und Mauern in Berlin, München, Hildesheim, Augsburg, Darmstadt und Wuppertal-Elberfeld. In Hamburg beteiligten sich die Brüder an der Ausstellungsreihe Urban Discipline, die von 2000 bis 2002, von der Hamburger Ateliergemeinschaft getting-up im Rahmen der Maximum HipHop Tage, organisiert wurde. Dort präsentierten sich die bekanntesten Vertreter der internationalen Graffiti- und Streetart-Szene aus Österreich, der Schweiz, Frankreich und den USA unter anderem in der alten Postsortierhalle am Stephansplatz.
In einem Interview benannte Ottavio Pandolfo den Antrieb für die Arbeit der Zwillinge:

„Ganz klar die Freiheit und Kraft, die Graffiti auszeichnet. Da sagt dir keiner, wie, wo und warum du etwas machen sollst. Es ist einfach eine direkte Kommunikationsform.“

### Mural Global
Im Rahmen von Mural Global, einem weltweiten Wandmalprojekt zur Agenda 21, realisierten Os Gêmeos im Jahr 2000, gemeinsam mit dem in Deutschland lebenden Graffiti-Künstler Codeak, ein großes Wandbild in Hildesheim mit dem Titel Kommunikation. Im Jahr 2001 entstand ein weiteres 300 m² großes Wandbild, gemeinsam mit den brasilianischen Graffiti-Künstlern Vitché, Herbert Baglione und Nina Pandolfo sowie mit den deutschen Graffiti-Künstlern Codeak, Loomit, DAIM und Tasek, in São Paulo. Das Wandbild liegt unter einem Viadukt des Beneficência-Portuguesa-Krankenhauses auf der Avendia 23 de Maio und beinhaltet das Thema Luft, Erde, Wasser und Feuer.
80 Wandbilder sind bisher im Rahmen des Wandmalprojektes Mural Global entstanden. Es handelt sich dabei um eine Initiative von Farbfieber e. V. Düsseldorf, unter der Schirmherrschaft der UNESCO. Das Projekt wurde mit dem Innovationspreis Soziokultur 2002 des Fonds Soziokultur ausgezeichnet.

### Armee der verlorenen Seelen
Auf dem von Red Bull gesponserten Outsides-Projekt, einer illegalen corporate streetart attack in Wuppertal im Jahr 2006, schufen Os Gêmeos & Nina im stillgelegten Rott-Tunnel die Armee der verlorenen Seelen. Wandbilder mit dreißig menschengroßen Gestalten zeigten Frauen, Männer und Kinder als traurige Kreaturen, deren Trostlosigkeit und Verlorenheit die düstere Atmosphäre des alten Tunnels eindrucksvoll in Szene setzte. Das Kunstwerk wurde im Jahr 2010 auf Initiative des gemeinnützigen Vereins Wuppertalbewegung aus stadtplanerischen Gründen (Umwandlung der 22 Kilometer langen Trasse der stillgelegten Wuppertaler Nordbahn zu einem Geh- und Radweg) vernichtet.

## Ausstellungen (Auswahl)
- 2000: Urban Discipline 2000, Alte I-Punkt Skateland Halle, Hamburg.[8]
- 2001: Urban Discipline 2001, Alte Postsortierhalle, Hamburg.[9]
- 2002: Urban Discipline 2002, Bavaria-Hallen, St. Pauli, Hamburg.[10]
- 2004: Regellos, halle02, Heidelberg.
- 2007: Wakin Up Nights, de Pury & Luxembourg, Zürich, Schweiz.[11][12]
- 2007: Still on and non the wiser, Von der Heydt-Museum, Kunsthalle Barmen, Wuppertal.[13]
- 2008: fresh air smells funny, Kunsthalle Dominikanerkirche, Osnabrück.[14][15]
- 2008: Call it what you like! Collection Rik Reinking, KunstCentret Silkeborg Bad, Dänemark.[16][17]
- 2009: Urban-Art – Werke aus der Sammlung Reinking, Weserburg Museum für moderne Kunst, Bremen.[18][19]
- 2011: Street Art – meanwhile in deepest east anglia, thunderbirds were go…, Von der Heydt-Museum, Kunsthalle Barmen, Wuppertal.[20][21]
- 2012: Os Gêmeos, Miss You, Prism, West Hollywood, CA
- 2012: Os Gêmeos, ICA – Institute of Contemporary Art Boston, Boston, MA
- 2014: Os Gêmeos. A Ópera Da Lua, Galeria Fortes Vilaça, São Paulo